# Максим (Еорьядис)
Митрополит Максим (греч. Μητροπολίτης Μάξιμος Γεωργιάδης; 1908, Либера, Понт, Османская империя — 10 декабря 1979, Турция) — епископ Константинопольской православной церкви, митрополит Лаодикийский (1946—1979).

## Биография
Родился в 1908 году в селе Либера (Λιβερά), близ Трапезунда в Османской империи.
9 июня 1946 года в Георгиевском патриаршем соборе патриархом Константинопольским Максимом V, митрополитами Феодоропольским Леонтием (Ливериосом), Гелиопольским Геннадием (Арамбадзоглусом), Христупольским Мелетием, Прусским Поликарпом (Димитриадисом), Приконисским Филофеем (Ставридисом), Пергамским Адамантием (Касапидисом) и Халдийским Кириллом (Аксиотисом) был рукоположен в сан епископа и возведён в достоинство митрополита Лаодикийского.
Скончался 10 декабря 1979 года.